# Riksväg 163
Riksväg 163 (norska: Riksvei 163) är en riksväg i sydöstra Norge som går mellan Riksväg 150 vid Økern i Oslo och Riksväg 159 vid Robsrud i Lørenskogs kommun i Akershus fylke. Vägen är cirka 11 kilometer lång och asfalterad. Den passerar bland annat genom Veitvet och Grorud.

## Anslutningar
Riksväg 163 ansluter till:
- Riksväg 150 (vid Økern)
- Riksväg 191 (vid Veitvet)
- Europaväg 6 (vid Tangerud)
- Riksväg 159 (vid Robsrud)